# Райко Първанов
Райко Кръстев Първанов е български офицер, инженер, генерал-майор от МВР.

## Биография
Роден е през 1917 г. в Монтана. Участва в съпротивителното движение през Втората световна война. След войната влиза в Държавна сигурност. През 40-те и 50-те години е главен инспектор в VI отдел (оперативна техника) на Държавна сигурност. От 1969 г. е генерал-майор. В периода 1969 – 1983 е началник на IV отдел на Държавна сигурност – шифри и връзки. През 1977 г. е награден с орден „Народна република България“ – I ст. Уволнява се през 1983 г. Умира през 1984 г. в София.